# Partit Croat dels Pensionistes
El Partit Croat dels Pensionistes (croat: Hrvatska Stranka Umirovljenika) és un partit polític de Croàcia.
El partit fou fundat per diverses raons polítiques, econòmiques i demogràfiques. Cap a principis de la dècada dels 90, Croàcia deixà els pensionistes sense pensions, per tal de finançar la guerra. Al mateix temps, els fons de pensions s'utilitzaren com a eina per als homes de negocis prop de Franjo Tuđman per enriquir-se durant la privatització.
Com a resultat, els pensionistes croats són la secció de la societat que més s'empobriren durant aquest període. Al mateix temps, es notà que els pensionistes eren la secció de l'electorat que més anava a votar, i el seu nombre s'incrementà perquè les empreses preferiren jubilar els seus treballadors en comptes d'acomiadar-los i així augmentar les taxes d'atur.
Quan el partit es fundà, poca gent s'hi interessà. Però a progressivament anà creixent, sobretot arran dels fets d'un veredicte de la Cort Constitucional que ordenà el govern pagar als pensionistes tot el que se'ls negà l'any 1990. El líder del partit és Vladimir Jordan. A les últimes eleccions de l'any 2003, el partit aconseguí 3 diputats (de 151).

## Resultats electorals
| Elecció | %   | Escons |
| 2003    | 4,0 | 3      |
| 2007    | 4,1 | 1      |